# Perry Mason

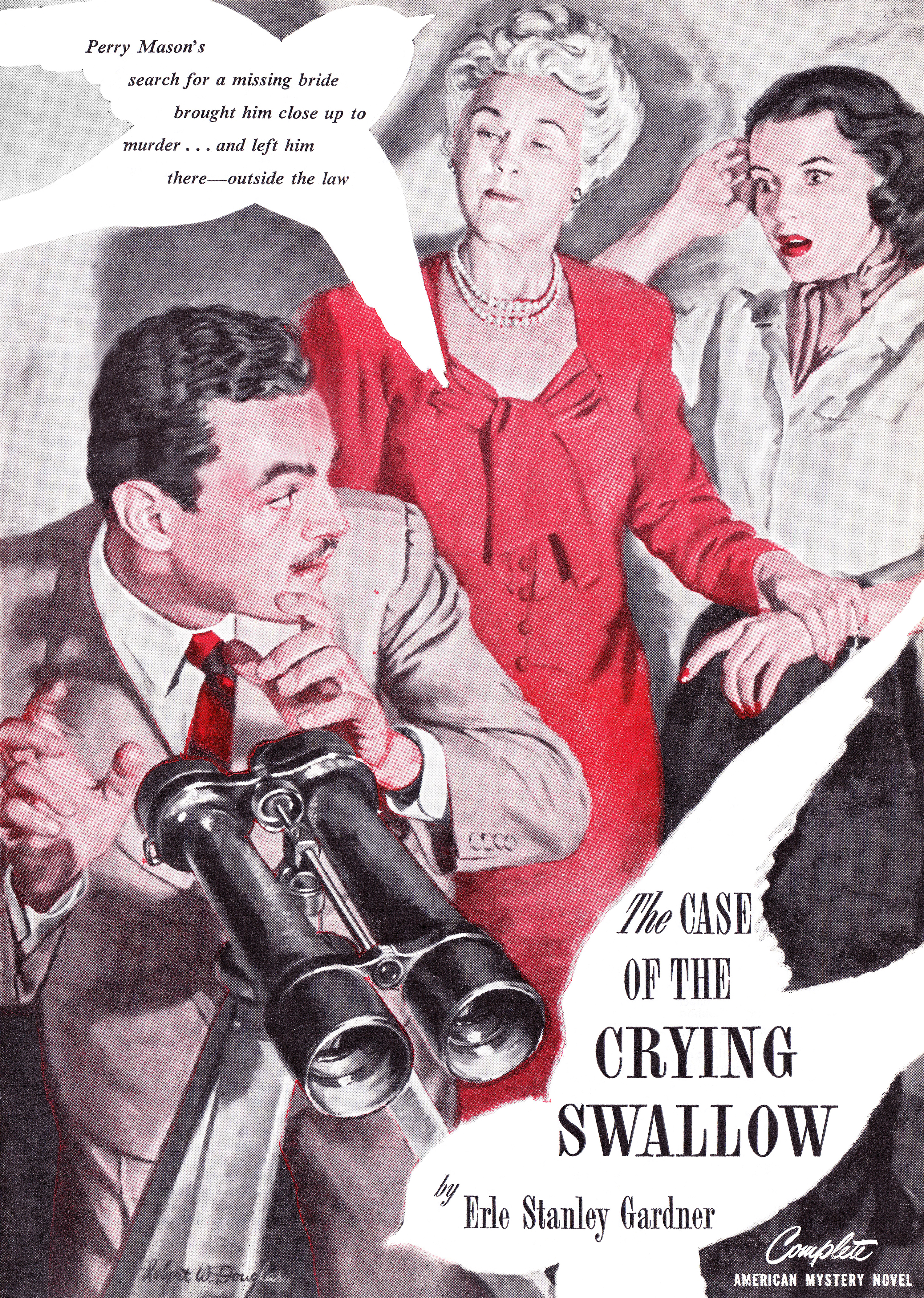
Perry Mason na obálce jedné z knih

Perry Mason je fiktivní postava obhájce, jež vystupuje v detektivkách amerického spisovatele Erle Stanley Gardnera. Perry Mason se objevuje v 82 jeho románech a 4 povídkách. Prvně se postava objevila v románu The Case of the Velvet Claws z roku 1933. Naposledy roku 1973, v posmrtně vydaném románu The Case of the Postponed Murder.
Schéma všech 82 knih je stejné: Losangeleský právník Perry Mason se ujme obhajoby člověka obviněného z vraždy a obvykle prokáže jeho nevinu tím, že sám najde skutečného vraha. Gardner vykresluje Masona jako právníka, který si vyloženě libuje v neobvyklých, obtížných nebo téměř beznadějných případech. Často přijímá klienty z rozmaru na základě své zvídavosti, za minimální zálohu, a v případě potřeby financuje vyšetřování sám. Obvykle se druhá polovina děje románu odehrává v soudní síni, kde se skutečný vrah často k činu přizná pod Masonovým tlakem. V prvních románech Mason někdy manipuluje s důkazy až na hraně podvodu, později Gardner nechal postavu pohybovat se jen v mezích zákona, s výjimkou ilegálního vstupu do některých objektů za účelem zajištění stop a důkazů. Jinak svou postavu autor charakterizoval jen velmi málo. Není přesně popsána Masonova fyziognomie. Jeho rodina, osobní život, zázemí a vzdělání také nejsou zobrazeny. Nicméně je patrný intimní Masonův zájem o svou sekretářku Dellu Streetovou. S pátráním Masonovi někdy pomáhá soukromý detektiv Paul Drake. Častým Masonovým oponentem je žalobce Hamilton Burger, který se marně snaží dokázat, že Mason porušuje zákon. 
Postava Masona byla inspirována slavným losangeleským obhájcem Earlem Rogersem. Gardner při její konstrukci také mohl čerpat z vlastní dvacetileté právnické praxe. Série Perry Mason drží třetí místo v žebříčku nejprodávanějších knižních sérií (za Harrym Potterem a dětským hororem Goosebumps), prodalo se přes 300 milionů výtisků. Kritika (např. Russel B. Nye) byla někdy rozezlena tím, jak neměnné je schéma naprosto všech masonovských románů.

## Adaptace

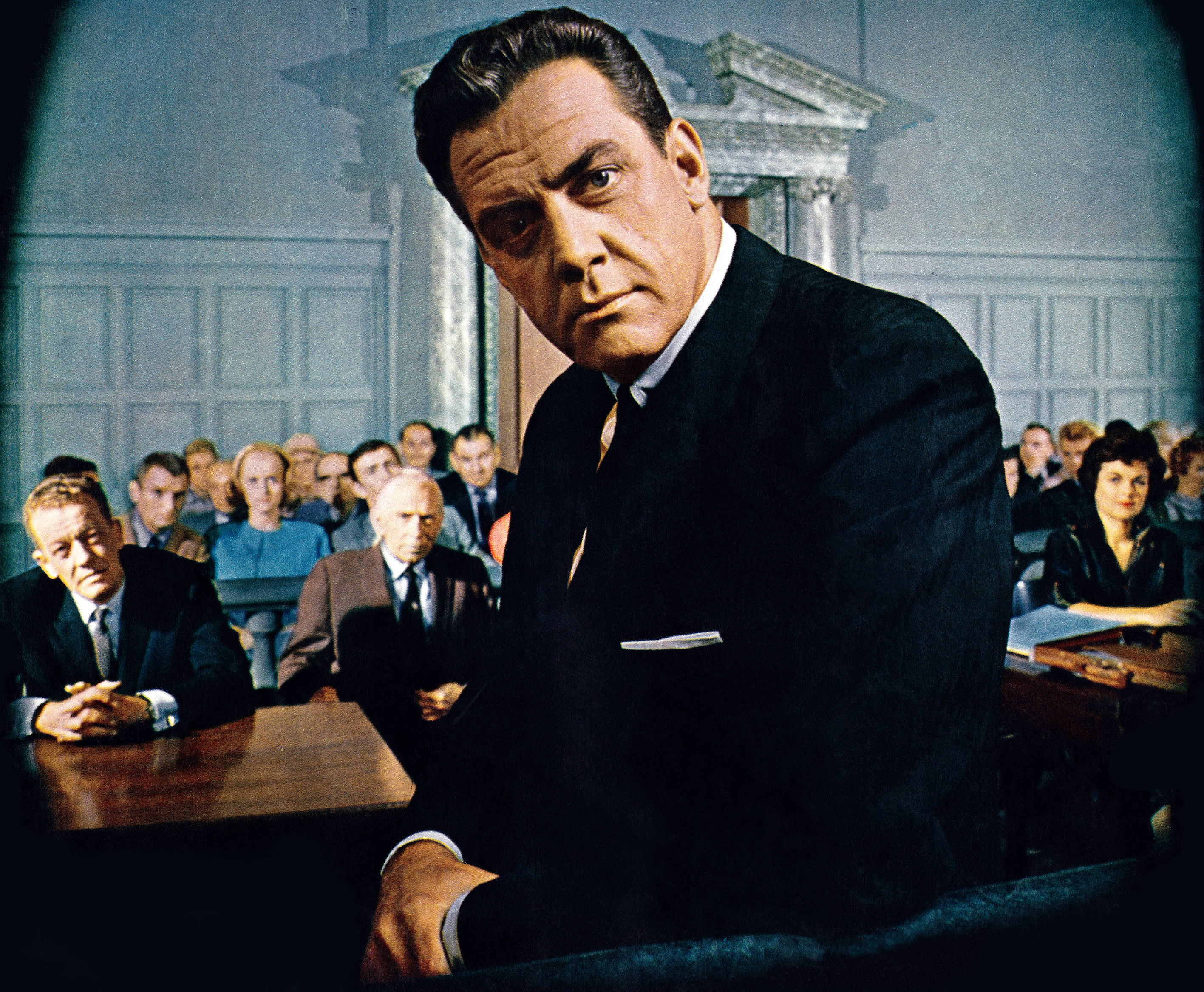
Perry Mason v podání Raymonda Burra

Série byla několikrát adaptována pro rozhlas, film a televizi. Nejznámější je televizní seriál CBS Perry Mason (1957–1966) s Raymondem Burrem v hlavní roli. V závěrečné epizodě se objevil i Gardner.
Druhý televizní seriál CBS, The New Perry Mason s Monte Markhamem v hlavní roli, běžel v letech 1973 až 1974. 
NBC natočila cyklus 30 televizních filmů Perry Mason v letech 1985 až 1995, přičemž Burr si zopakoval roli Masona ve 26 z nich. 
V letech 2020 až 2023 natočila televizní seriál Perry Mason HBO s Matthewem Rhysem v hlavní roli. 
První seriál v průběhu doby vytvořil řadu epizod, které nebyly postaveny na některé z 82 knih (což bylo nutné, neboť počet epizod značně přesahoval počet románů). Seriály dávaly Masonovy také různé charakteristiky, které v knihách neměl. Nejvíce se odchýlil seriál HBO, který z Masona udělal rozvedeného alkoholika a veterána první světové války, během níž se měl hrdina dopustit přečinu, když spáchal eutanazii u několika svých spolubojovníků, kteří byli zasaženi plynem.
Ozzy Osborne nazpíval píseň Perry Mason, nachází se na albu Ozzmosis (1995).